# Choondal
Choondal es una ciudad censal situada en el distrito de Thrissur en el estado de Kerala (India). Su población es de 12502 habitantes (2011). Se encuentra a 19 km de Thrissur y a 86 km de Cochín.

## Demografía
Según el censo de 2011 la población de Choondal era de 12502 habitantes, de los cuales 5866 eran hombres y 6636 eran mujeres. Choondal tiene una tasa media de alfabetización del 95,53%, superior a la media estatal del 94%: la alfabetización masculina es del 97,18%, y la alfabetización femenina del 92,28%.